# 道州府
道州府，明朝时设置的府。
洪武元年（1368年），以道州路改置，治所在营道县（今湖南省道县）。辖境相当今湖南省道县、宁远、新田、江永、江华等县地。九年降为道州。 